# Kreis Paderborn
Der Kreis Paderborn ist ein Kreis im Osten Nordrhein-Westfalens und im Süden von Ostwestfalen-Lippe. Die Universitätsstadt Paderborn ist dabei Kreisstadt und Zentrum des Kreises und zugleich Oberzentrum der Region Hochstift, bestehend aus den Kreisen Paderborn und Höxter. Paderborn ist unter den Kreisen Ostwestfalen-Lippes der flächenmäßig größte, nur wenige Hektar vor dem Kreis Lippe.

## Geografie

### Lage
Der Kreis Paderborn liegt am Rand des Teutoburger Walds, westlich des Eggegebirges.
Im nördlichen Kreisgebiet hat er Anteil an der Senne, im Westen am Hellwegraum.
Einen großen Teil des südlichen Kreisgebiets bedeckt die Paderborner Hochfläche, die bis an den Nordrand des Sauerlands reicht.
Der niedrigste Punkt des Kreisgebiets liegt bei Delbrück auf 77 m ü. NN, der höchste südöstlich von Bleiwäsche auf 498 m am Totenkopf, dessen Gipfel (502,6 m ü. NN) zum Hochsauerlandkreis gehört.
In Nord-Süd-Richtung dehnt sich das Kreisgebiet auf 47,6 km, in West-Ost-Richtung auf 43,1 km aus und bedeckt eine Fläche von 1.245 km².

### Kreisgliederung
Der Kreis Paderborn gliedert sich in zehn Kommunen, von denen sieben Städte sind. Die Kreisstadt Paderborn gilt als Große kreisangehörige Stadt, Delbrück und Salzkotten als Mittlere kreisangehörige Städte. Die folgende Tabelle zeigt die Gemeinden des Kreises in alphabetischer Reihenfolge mit den Einwohnerzahlen am 31. Dezember 2023, der Fläche und der Bevölkerungsdichte:
| Name            | Einwohner | Fläche      | Einw./km² | Status                         | AGS        |
| --------------- | --------- | ----------- | --------- | ------------------------------ | ---------- |
| Altenbeken      | 00.9158   | 0076.22 km² | 120       | kreisangehörige Gemeinde       | 05 774 004 |
| Bad Lippspringe | 017.237   | 0051.01 km² | 338       | kreisangehörige Stadt          | 05 774 008 |
| Bad Wünnenberg  | 012.377   | 0161.30 km² | 077       | kreisangehörige Stadt          | 05 774 040 |
| Borchen         | 013.756   | 0077.28 km² | 178       | kreisangehörige Gemeinde       | 05 774 012 |
| Büren           | 021.352   | 0170.99 km² | 125       | kreisangehörige Stadt          | 05 774 016 |
| Delbrück        | 031.931   | 0157.28 km² | 203       | mittlere kreisangehörige Stadt | 05 774 020 |
| Hövelhof        | 016.748   | 0070.74 km² | 237       | kreisangehörige Gemeinde       | 05 774 024 |
| Lichtenau       | 010.891   | 0192.57 km² | 057       | kreisangehörige Stadt          | 05 774 028 |
| Paderborn       | 156.887   | 0179.59 km² | 874       | große kreisangehörige Stadt    | 05 774 032 |
| Salzkotten      | 025.269   | 0109.80 km² | 230       | mittlere kreisangehörige Stadt | 05 774 036 |
|                 | 315.606   | 1246.78 km² | 253       | Kreis Paderborn                | 05 774     |

(Einwohnerzahlen vom 31. Dezember 2023)
Die beiden Diagramme zeigen die Flächenanteile und die Bevölkerungsanteile der einzelnen Kommunen.
| Hier fehlt eine Grafik, die leider im Moment aus technischen Gründen nicht angezeigt werden kann. Wir arbeiten daran! |  |  | Hier fehlt eine Grafik, die leider im Moment aus technischen Gründen nicht angezeigt werden kann. Wir arbeiten daran! |

### Nachbarkreise
Der Kreis grenzt im Uhrzeigersinn im Nordwesten beginnend an die Kreise Gütersloh, Lippe, Höxter, Hochsauerlandkreis und Soest.

## Geschichte
Der Kreis wurde im Rahmen der nordrhein-westfälischen Gebietsreform im Zuge der Umsetzung des „Gesetzes zur Neugliederung der Gemeinden und Kreise des Neugliederungsraumes Sauerland/Paderborn (Sauerland/Paderborn-Gesetz)“ vom 5. November 1974 durch Vereinigung des Altkreises Paderborn mit dem Kreis Büren mit Wirkung vom 1. Januar 1975 gebildet. Historisch deckt er sich mit dem Unterwaldischen Distrikt des ehemaligen Hochstifts Paderborn, im Gegensatz zum Oberwaldischen Distrikt, einem Vorläufer des heutigen Kreises Höxter.

### Einwohnerentwicklung

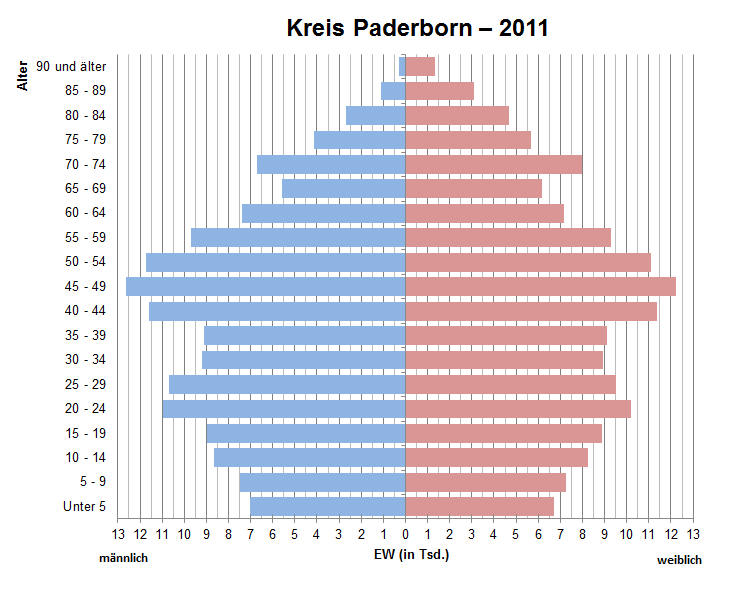
Bevölkerungspyramide für den Kreis Paderborn (Datenquelle: Zensus 2011.)

| Jahr | Einwohner |
| ---- | --------- |
| 1975 | 213.018   |
| 1980 | 226.089   |
| 1985 | 230.070   |
| 1990 | 249.096   |
| 1995 | 278.020   |
| 2000 | 290.301   |

| Jahr | Einwohner |
| ---- | --------- |
| 2005 | 298.703   |
| 2010 | 299.816   |
| 2015 | 304.332   |
| 2020 | 308.335   |
| 2022 | 313.758   |

### Religion
Im Jahr 2021 erklärten 2.569 Personen (fast 1 % der Gesamtbevölkerung) im Kreis Paderborn ihren Austritt – das waren rund 1.000 mehr als 2020. 2019 haben laut Daten des Amtsgerichts etwa 2.200 Menschen das organisierte Christentum verlassen. Im Jahr 2022 gab es 3595 und im Jahr 2023 3771 Austritte. Insgesamt haben fast 5 % der Gesamtbevölkerung die Kirche verlassen in die Periode 2019–2023. Im Jahr 2024 erklärten 2.939 Personen vor den beiden Amtsgerichten in Paderborn und Delbrück ihren Austritt aus der katholischen beziehungsweise evangelischen Kirche.

## Natur
Der Kreis Paderborn ist von Agrarflächen geprägt. Naturräumlich gehört der Kreis großteils zum Tiefland der Westfälischen Bucht, an die sich im Osten das Eggegebirge anschließt. Am Übergang zur Egge erstreckt sich die Paderborner Hochfläche, im Norden beginnt die Senne, im Westen befinden sich die Hellwegbörden mit den Tiefflächen der Lippeniederung und des Delbrücker Landes. Im Kreis gibt es 79 Naturschutzgebiete (Stand: März 2023; siehe Liste der Naturschutzgebiete im Kreis Paderborn). Bedeutend sind insbesondere die Hochmoore Eselsbett und Schwarzes Moor und die zu Beginn des 21. Jahrhunderts renaturierte Lippeniederung.

## Politik

### Kreistag
Das Ergebnis der Wahl zum Kreistag am 13. September 2020 ist in den Diagrammen dargestellt. Die Wahlbeteiligung lag bei 52,9 %.
Die Tabelle zeigt die Stimmenanteile und Sitze der im Kreistag vertretenen Parteien und Listen seit 1999.
|            | Wahl vom 12. Sept. 1999 | Wahl vom 12. Sept. 1999 | Wahl vom 26. Sept. 2004 | Wahl vom 26. Sept. 2004 | Wahl vom 30. Aug. 2009 | Wahl vom 30. Aug. 2009 | 2014   | 2014  | 2020  | 2020  |
| Partei     | %                       | Sitze                   | %                       | Sitze                   | %                      | Sitze                  | %      | Sitze | %     | Sitze |
| ---------- | ----------------------- | ----------------------- | ----------------------- | ----------------------- | ---------------------- | ---------------------- | ------ | ----- | ----- | ----- |
| CDU        | 61,7 %                  | 33                      | 59,41 %                 | 32                      | 52,59 %                | 28                     | 51,85  | 31    | 46,75 | 29    |
| SPD        | 23,4 %                  | 13                      | 21,10 %                 | 11                      | 18,33 %                | 10                     | 21,41  | 13    | 15,54 | 9     |
| GRÜNE      | 06,3 %                  | 04                      | 08,83 %                 | 05                      | 11,15 %                | 06                     | 11,13  | 07    | 18,22 | 11    |
| FDP        | 04,1 %                  | 02                      | 06,58 %                 | 04                      | 10,83 %                | 06                     | 04,39  | 03    | 5,65  | 3     |
| DIE LINKE. | —                       | —                       | —                       | —                       | 03,48 %                | 02                     | 04,10  | 02    | 3,24  | 2     |
| AfD        | —                       | —                       | —                       | —                       | —                      | —                      | 03,60  | 02    | 4,94  | 3     |
| FBI        | 04,4 %                  | 02                      | 04,08 %                 | 02                      | 03,61 %                | 02                     | 01,86  | 01    | 1,21  | 1     |
| Die PARTEI | —                       | —                       | —                       | —                       | —                      | —                      | —      | —     | 2,24  | 1     |
| FÜR PB     | —                       | —                       | —                       | —                       | —                      | —                      | —      | —     | 1,41  | 1     |
| PIRATEN    | —                       | —                       | —                       | —                       | —                      | —                      | 01,21  | 01    | —     | —     |
| Grafik     | Sitzverteilung 1999     | Sitzverteilung 1999     | Sitzverteilung 2004     | Sitzverteilung 2004     | Sitzverteilung 2009    | Sitzverteilung 2009    |        |       |       |       |
| total      | 100,0 %0                | 54                      | 100,0 %0                | 54                      | 100,0 %0               | 54                     | 100,00 | 60    |       | 60    |

### Landrat
Zum Landrat gewählt wurde 2020 Christoph Rüther (CDU) mit 53,45 % der Stimmen. Sein Vorgänger Manfred Müller (CDU) löste nach der Kommunalwahl 2004 den bisherigen Amtsinhaber Rudolf Wansleben (CDU) ab, der 1999 als unabhängiger Kandidat gewonnen hatte. Müller wurde 2009 mit 70,21 % und 2014 mit 64,33 % der gültigen Stimmen wiedergewählt.

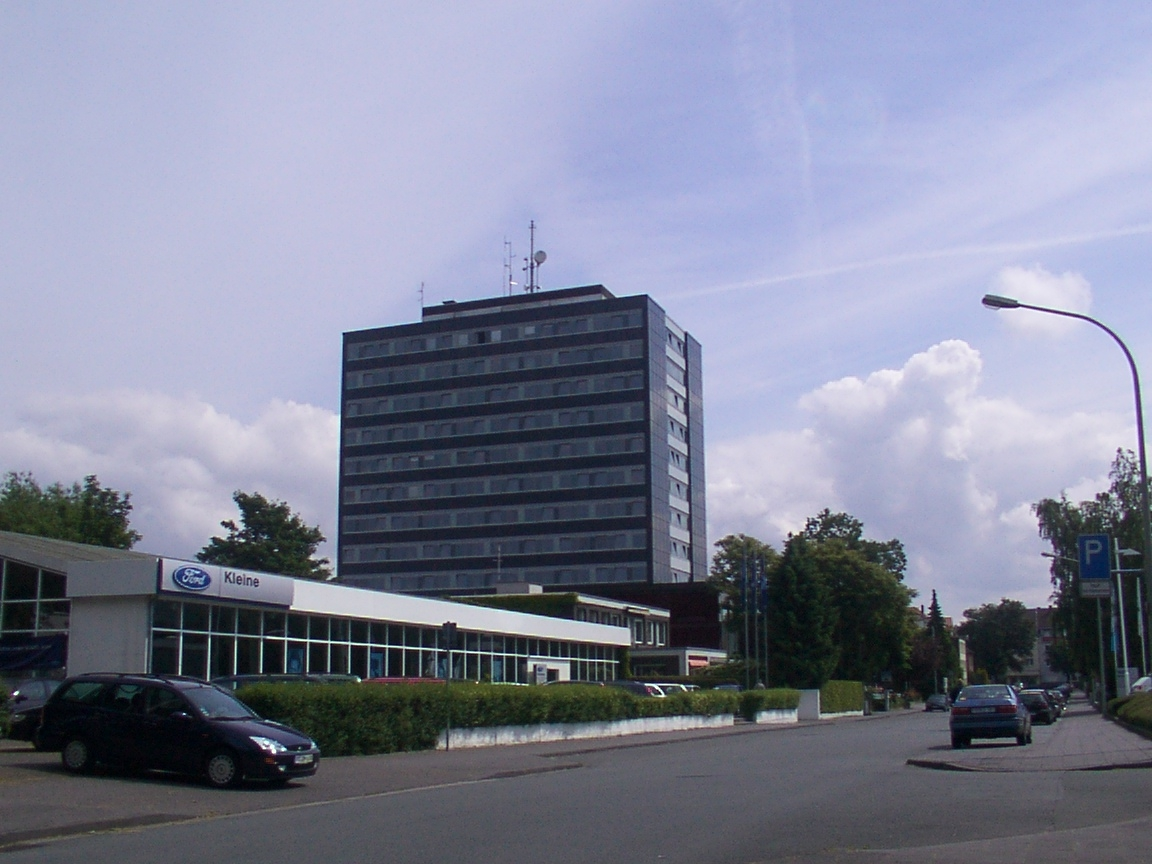
Sitz der Kreisverwaltung: Das Kreishaus in Paderborn

In der preußischen Zeit (siehe Kreis Paderborn (1816–1974)):
- 1803–1830 Maximilian von Elverfeldt (1807–1813 als Unterpräfekt)
- 1831–1834 Adolph von Spiegel-Borlinghausen
- 1834–1842 Klemens von Wolff-Metternich
- 1842–1870 Franz Ludwig Grasso
- 1870–1875 Hugo von Brackel
- 1875–1903 Walther Jentzsch
- 1904–1934 Friedrich von Laer

In der NS-Zeit:
- 1934–1937 Friedrich Homann
- 1937–1945 Heinrich Althans

Nach 1945:
- 1946      Ferdinand Henkemeyer
- 1946–1948 Josef Büssemeier
- 1948–1963 Karl Rennkamp
- 1963/64   Johannes Ising
- 1964–1993 Joseph Köhler (zum Ehrenlandrat ernannt)
- 1993–1999 Reinold Stücke
- 1999–2004 Rudolf Wansleben
- 2004–2020 Manfred Müller
- seit 2020 Christoph Rüther

Als Oberkreisdirektoren (Verwaltungsleiter) wirkten in dieser Zeit:
- 1945–1953 Wilhelm Gerbaulet
- 1953–1965 August Monzen
- 1965–1992 Werner Henke
- 1993–1999 Rudolf Wansleben (1999–2004 Landrat)

### Wappen und Flagge
Wappenbeschreibung:

Unter silbernem (weißem) mit blauem Wellenbalken abgeteiltem Schildhaupt mit durchgehendem rotem Kreuz in Silber (Weiß) ein roter siebenteiliger Rautensparren.
Bedeutung:

Das rote Kreuz im Schildhaupt auf silbernem Grund versinnbildlicht die Zugehörigkeit zum früheren Hochstift Paderborn. Der blaue Wellenbalken steht für den Wasserreichtum des Kreises. Der rote siebenteilige Rautensparren im silbernen Schild ist das Wappenbild der Edelherren von Büren, die im Mittelalter im südlichen Kreisgebiet herrschten.
Flaggenbeschreibung:

Der Kreis führt eine Flagge mit den Farben rot und weiß, sie zeigt den Wappenschild des Kreises Paderborn.

Wappen des heutigen Kreises Paderborn
Wappen des ehem. Landkreises Paderborn bis 1974
Flagge des Kreises Paderborn
Banner des Kreises Paderborn

### Kreispartnerschaften
Es bestehen Kreispartnerschaften mit dem Berliner Bezirk Tempelhof-Schöneberg, zum Landkreis Teltow-Fläming in Brandenburg und zur Provinz Mantua in Italien.
Auch im Rahmen des deutsch-französischen Vertrages von 1963 hat der Kreis Paderborn jährlich Jugendbegegnungen in Frankreich und Deutschland durchgeführt. Mit der israelischen Stadt Naharya bestehen partnerschaftsähnliche Beziehungen seit Aufnahme diplomatischer Beziehungen zwischen den beiden Ländern.

## Wirtschaft und Infrastruktur
Im Zukunftsatlas 2016 belegte der Kreis Paderborn Platz 109 von 402 Landkreisen, Kommunalverbänden und kreisfreien Städten in Deutschland und zählt damit zu den Regionen mit guten „Zukunftschancen“.
Der Kreis Paderborn ist der Kreis mit den meisten Windkraftanlagen in Nordrhein-Westfalen (Stand 31. Dezember 2021).

### Verkehr

#### Straße
Der Kreis Paderborn verfügt über ein gut ausgebautes Straßennetz mit 4 Bundesstraßen und 2 Bundesautobahnen. Hauptverkehrslinie im Kreis Paderborn ist die Bundesautobahn 33, welche die Bundesautobahn 30 im Norden (Amsterdam–Bad Oeynhausen) mit der Bundesautobahn 44 im Süden (Aachen–Kassel) verbindet. Im Kreis Paderborn sind auf der A 33 im  Abschnitt zwischen Paderborn-Elsen und Paderborn-Zentrum täglich ca. 49.000 Fahrzeuge unterwegs. Die BAB 33 löst die Bundesstraße 68 als Hauptverkehrsachse im Kreis Paderborn ab. Bis Mitte der 1980er Jahre war die B 68 die Hauptverbindung zwischen Paderborn und Bielefeld. Die Bundesautobahn 44 Dortmund-Kassel verläuft von der Anschlussstelle Geseke bis zum Rastplatz Blankenrode durch den Kreis Paderborn. Die A 44 ist zwischen Kassel und dem Ruhrgebiet eine der wichtigsten Verkehrsachsen in Ost-West-Richtung in Deutschland. Auf dem Abschnitt im Kreis Paderborn zwischen der Anschlussstelle Lichtenau und dem Autobahnkreuz Wünnenberg-Haaren sind täglich ca. 52.000 Fahrzeuge unterwegs. Bemerkenswert hoch ist dort auch der Anteil des Schwerlastverkehrs (LKW-Verkehr) mit knapp 25 % des gesamten Verkehrsaufkommens.

#### Eisenbahn
Die zwei Fernbahnhöfe im Kreis Paderborn befinden sich in der Stadt Paderborn und in Altenbeken. Seit der weitgehenden Abschaffung der Interregio-Verbindungen im Dezember 2002 ist der Hauptbahnhof Paderborn genau wie Altenbeken auch IC-Halt auf der Bahnstrecke Hamm–Warburg als Teil der Mitte-Deutschland-Verbindung Dresden–Düsseldorf.  Zeitweise werden die vorgenannten Städte in Südostwestfalen vom Intercity-Express bedient. Außerdem ist der Paderborner Hauptbahnhof ein Knotenpunkt des europäischen integrierten Taktfahrplans. In Paderborn halten bzw. beginnen und enden zudem Regionalzüge von/nach Kassel, Düsseldorf, Herford, Bielefeld, Göttingen, Holzminden, Münster und Hamm sowie die S5 der S-Bahn Hannover. Bahnhöfe für den Regionalverkehr gibt es auch in Salzkotten und Hövelhof. In Paderborn befindet sich nahe dem Nordbahnhof ein großes Ausbesserungswerk für Güterwaggons der Deutschen Bahn.
Außerdem verlaufen die (mittlerweile demontierte, aber noch nicht entwidmete) Almetalbahn (Paderborn-Brilon), die Senne-Bahn (Paderborn-Bielefeld), die Bahnstrecken Altenbeken–Hannover, Altenbeken–Herford sowie die nur von gelegentlichem Güterverkehr genutzte Bahnstrecke Gütersloh-Hövelhof zum Teil durch das Kreisgebiet.

#### Flughafen
Der Flughafen Paderborn/Lippstadt ergänzt die vorhandenen Verkehrsverbindungen um einen internationalen Flughafen mit Linienflügen beispielsweise der Star Alliance (Lufthansa, Eurowings etc.) nach München, Frankfurt und Zürich sowie Touristik-Flügen zu verschiedenen Zielen in Europa.

## Kfz-Kennzeichen
Am 1. Juli 1956 wurde dem Landkreis Paderborn bei der Einführung der bis heute gültigen Kfz-Kennzeichen das Unterscheidungszeichen PB zugewiesen. Es wird durchgängig bis heute ausgegeben. Seit dem 24. November 2014 ist aufgrund der Kennzeichenliberalisierung auch das Unterscheidungszeichen BÜR (Büren) erhältlich.

## Beteiligungen
Der Kreis ist Gesellschafter der PD – Berater der öffentlichen Hand.